# Їндржих Каан
Їндржих Каан фон Альбест (чеськ. Jindřich Kàan z Albestů; 25 травня 1852, Тернопіль — 7 березня 1926, м-ко Роудна) — чеський піаніст, композитор.

## Життєпис
Народився 25 травня 1852 року в м. Тернопіль (Тернопільський округ, Королівство Галичини та Володимирії, Австрійська імперія, нині Тернопільська область, Україна). Батько — військовик, ротмістр австрійського війська, походив з угорського шляхетського роду. У віці восьми років батька перевели на службу до Чехії.
Навчався в консерваторії у м. Прага (нині Чехія). Серед його вчителів, зокрема, був Вілем Блодек. Тривалий час виступав як піаніст (вперше у 1874 році). Від 1889 року працював викладачем по класу фортепіано у Празькій консерваторії, 1907—1918 роках був її директором.
Автор опер «Втікач» (1895), «Жерміналь» (1908), симфонічних поем, сюїт, концертів для фортепіано з оркестром, сонат та інших музичних творів.
Помер 7 березня 1926 року в містечку Роудна (нині округ Табор, Південночеський край, Чехія).